# Bigtan
Bigtan (i äldre översättning Bigetan, med betydelsen "Guds gåva" på persiska) var, enligt Bibeln, hovman och tröskelväktare hos den persiske kungen Xerxes (Ahasverus). Tillsammans med hovmannen Teresh sökte han ett tillfälle att bringa kungen om livet. Mordekaj, drottning Esters kusin, fick kännedom om detta och underrättade kungen, som lät avrätta de båda männen genom hängning.